# Graham Greene (ator)
Graham Greene (Reserva Six Nations of the Grand River, Ohsweken, Ontário, 22 de junho de 1952) é um actor ameríndio, do povo Oneida.
Graduou-se em teatro pelo "Centre for Indigenous Theatre's Native Theatre School", em 1974. O seu envolvimento com o cinema começou com a sua participação em 2 filmes de realizadores ameríndios: Running brave (1983) e Powwow Highway (1989).
Alcançou fama internacional ao participar no filme Dances with Wolves (Danças com lobos, 1990) de Kevin Costner, papel pelo qual foi nomeado para o Óscar para melhor ator secundário. Participou também em filmes como Maverick (1994), Thunderheart (1992), The Green Mile e The Twilight Saga: New Moon (2009).

## Prémios
| Ano  | Prémio         | Categoria                                                     | Filme                               | Resultado |
| ---- | -------------- | ------------------------------------------------------------- | ----------------------------------- | --------- |
| 1991 | Óscar          | Melhor actor secundário                                       | Dances With Wolves                  | Indicado  |
| 1994 | Prémios Gemini | Melhor actuação num programa ou série para crianças ou jovens | The Adventures of Dudley the Dragon | Ganhador  |
| 1994 | Prémios Gemini | Melhor actuação num programa ou série para crianças ou jovens | North of 60                         | Indicado  |
| 2004 | Prémios Gemini | Prémio Earle Grey                                             | Prémio de carreira                  | Ganhador  |

## Filmografía

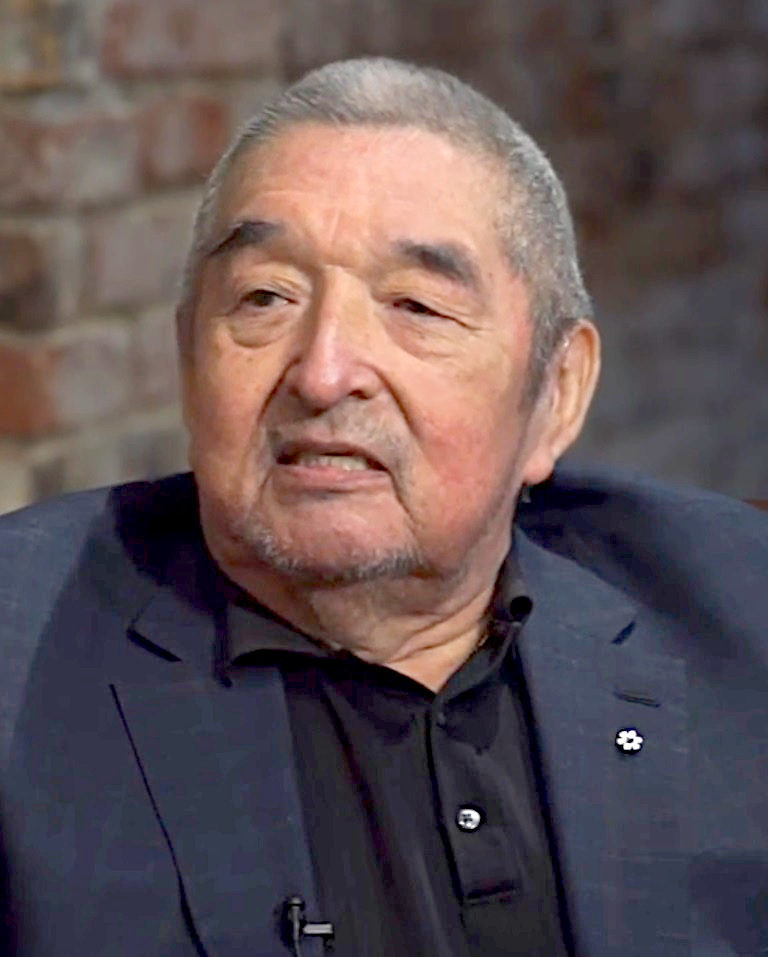
Graham Greene (2022)

| Ano  | Título                                       | Personagem              |
| ---- | -------------------------------------------- | ----------------------- |
| 2010 | Being Erica                                  | Dr. Arthur              |
| 2010 | Gunless                                      | Two-Dogs                |
| 2010 | Casino Jack                                  | Bernie Sprague          |
| 2009 | Tales of an Urban Indian                     | Adam                    |
| 2009 | The Twilight Saga: New Moon                  | Harry Clearwater        |
| 2007 | Camilla                                      | Hunt Weller             |
| 2007 | Just Buried                                  | Henry Sanipass          |
| 2007 | All Hat                                      | Jim Burns               |
| 2007 | Luna: Spirit of the Whale                    | Bill Louis              |
| 2006 | A Lobster Tale                               | Sheriff                 |
| 2005 | Christmas in the Clouds                      |                         |
| 2005 | Numb3rs                                      | Chefe James Clearwater  |
| 2005 | Into the West                                | Urso-vitorioso          |
| 2005 | Spirit Bear: The Simon Jackson Story         | Lloyd Blackburn         |
| 2005 | Transamerica                                 | Calvin                  |
| 2004 | A Thief of Time                              | Slick Nakai             |
| 2003 | Coyote Waits                                 | Slick Nakai             |
| 2003 | Shattered City: The Halifax Explosion        | Elijah Cobb             |
| 2002 | Skins                                        | Mogie Yellow Lodge      |
| 2002 | Snow Dogs                                    | Peter Yellowbear        |
| 2002 | Duct Tape Forever                            | Edgar K. B. Montrose    |
| 2001 | Lost and Delirious                           | Joe Menzies             |
| 2000 | Big Wolf on Campus                           | Barqueiro               |
| 1999 | The Green Mile                               | Arlen Bitterbuck        |
| 1999 | Grey Owl                                     | Jim Bernard             |
| 1997 | The Education of Little Tree                 | Willow John             |
| 1996 | The Outer Limits                             | Oficial de Armas        |
| 1995 | The Pathfinder                               | Chingachgook            |
| 1995 | Die Hard: With a Vengeance                   | Joe Lambert             |
| 1994 | North (filme)                                | Pai de Alasca           |
| 1994 | Maverick                                     | Joseph                  |
| 1994 | The Red Green Show                           | Edgar K. B. Montrose    |
| 1994 | Savage Land                                  | Skyano                  |
| 1994 | Murder, She Wrote                            | Peter Henderson         |
| 1994 | Lonesome Dove: The Series                    | Red Hawk                |
| 1994 | Camilla                                      | Hunt Weller             |
| 1994 | The Adventures of Dudley the Dragon          | Crabby Tree             |
| 1993 | The Broken Chain                             | Peace Maker             |
| 1993 | Benefit of the Doubt                         | Calhoun                 |
| 1993 | North of 60                                  | Rico Nez                |
| 1993 | Cooperstown                                  | Raymond Maracle         |
| 1993 | Spirit Rider                                 | Vern                    |
| 1993 | Huck and the King of Hearts                  | Jim                     |
| 1993 | Medicine River                               | Will                    |
| 1992 | Northern Exposure                            | Leonard                 |
| 1992 | Rain Without Thunder                         | Autor da História       |
| 1992 | Thunderheart                                 | Walter Cavalo-de-corvos |
| 1992 | The Last of His Tribe                        | Ishi                    |
| 1992 | Clearcut                                     | Arthur                  |
| 1990 | Dances with Wolves                           | Pássaro Esperneante     |
| 1990 | Lost in the Barrens                          | Mewasin                 |
| 1989 | Where the Spirit Lives                       | Pai de Komi             |
| 1989 | Powwow Highway                               | Veterano do Vietname    |
| 1988 | 9B                                           | Dan Jackson             |
| 1987 | Captain Power and the Soldiers of the Future | Cherokee                |
| 1985 | Revolution                                   | Ongwata                 |
| 1984 | Spirit Bay                                   | Pete "Baba" Green       |
| 1983 | Running Brave                                | Eddie Mills             |
| 1979 | The Great Detective                          |                         |